# わるい誘惑
「わるい誘惑」（わるいゆうわく）は、1974年12月21日に発売された郷ひろみ11作目のシングル。

## 概要
郷がジャニーズ事務所在籍時にリリースした最後のシングル（楽曲）。

## 収録曲
全曲　作詞：有馬三恵子／作曲：筒美京平／編曲：森岡賢一郎
1. わるい誘惑
2. ふりむいた君